# Magnolia conifera
Magnolia conifera là một loài thực vật có hoa trong họ Magnoliaceae. Loài này được (Dandy) V.S.Kumar mô tả khoa học lại lần gần nhất được công nhận năm 2006. Trước đó, năm 1930, loài này được nhà thực vật học Dandy mô tả lần đầu với tên gọi Manglietia conifera (phần thứ 2 trong tên gọi -conifera có nghĩa là hình chóp nón).

## Danh pháp và phân loại
Loài này được mô tả lần đầu tiên vào năm 1930 với danh pháp khoa học là Manglietia conifera, nhưng những nghiên cứu phân tử và hình thái gần đây xếp chi Manglietia gộp vào chi Magnolia, do vậy loài được mô tả lại và công nhận với danh pháp khoa học chính thức là Magnolia conifera vào năm 2006. Tuy nhiên một số nhà thực vật học Trung Quốc vẫn giữ quan điểm xem chi Manglietia là độc lập và muốn giữ nguyên danh pháp Manglietia conifera.
Loài này cũng có hai thứ/ giống (phân loại dưới loài) được công nhận:
- Magnolia conifera var. chingii
- Magnolia conifera var. conifera

### Tên địa phương ở Việt Nam
Năm 1917 nhà thực vật học Donnat ghi nhận qua điều tra thực tế ở Nghệ An tên gọi Cơn vàng tâm (từ cơn theo phương ngữ Nghệ Tĩnh có nghĩa là cây), còn tiếng Mường là Cỏ chà lửng.
Năm 1918 nhà thực vật học Fleury F. ghi nhận qua điều tra thực tế ở Ba Vì tên gọi Vang tâm, còn tiếng Mán là Hông hit.
Đến thời điểm năm 2014 trong các tài liệu liên quan tới tên bản địa của loài này của tiếng Việt có xuất hiện hai hướng sử dụng khác nhau là mỡ và vàng tâm, hai tên gọi này chưa bao giờ tồn tại chung trong một tài liệu liên quan. Theo Phạm Hoàng Hộ thì loài này cũng được gọi tên là vàng tâm. Trường Đại học Nông lâm Thái Nguyên, Viện khoa học Lâm nghiệp Việt Nam, và nhiều nhà khoa học khác gọi tên loài này là mỡ.

## Đặc điểm
Cây gỗ cao tới 20m. Thân đơn trục thẳng, tròn đều, độ thon nhỏ. Tán có hình tháp. Vỏ nhẵn màu xám xanh, không nứt, nhiều lỗ bì tròn; lớp vỏ trong màu trắng ngà, thơm nhẹ. Cành non xanh nhạt gần thẳng góc với thân chính. Lá kèm bao chồi rụng sớm để lại sẹo vòng quanh cành. Lá đơn nguyên mọc cách, hình trái xoan hoặc trứng ngược, đầu và đuôi lá nhọn dần; phiến lá dài 12–15 cm, rộng 2–6 cm, mặt trên màu lục thẫm, mặt dưới nhạt hơn, hai mặt lá nhẵn, gân lá nổi rõ, có từ 12-15 cặp gân phụ. Cuống lá có vết lõm ở gốc dài bằng 1/5 cuống lá, cuống dài khoảng 2–3 cm, mảnh. Hoa lớn, dài 6–8 cm, mọc lẻ ở đầu cành. Bao hoa có 9 hoặc 11 cánh, màu trắng, xếp xoắn thành 3 lớp; lớp ngoài cùng 3 cánh mỏng phớt xanh nhạt, cánh tràng hình ê-lip cao 4–5 cm rộng 2,5-2,8 cm, đỉnh tròn; lớp cánh tràng ở giữa hình trứng hoặc e-lip, dày hơn cánh tràng lớp ngoài cùng, cánh tràng cao 5-5,5 cm, rộng 2,5–3 cm; lớp cánh tràng bên trong cùng màu trắng, có thể có 3-4 cánh tràng, cánh tràng cao 4-4,5 cm rộng 1,5–2 cm. Nhị nhiều, chỉ nhị ngắn, nhị và nhụy xếp sát nhau trên đế hoa hình trụ, mỗi nhị cao 1,5–2 cm, bao phấn khoảng 0,8-0,9 cm. Bầu nhụy nổi lên, cao 1,5–2 cm; nhụy gồm nhiều lá noãn rời xếp xoắn ốc tạo thành khối hình trứng. Quả đại kép hình trứng hoặc hình trụ. Mùa hoa vào tháng 4-6, mùa quả tháng 9-10.

## Sinh thái và phân bố
Loài này có sinh thái tự nhiên trong rừng thường xanh hỗn hợp ở các đồi đất hoặc nơi ẩm ướt trong thung lũng. Ở Trung Quốc đã ghi nhận xuất hiện dạng sống hoang dã ở biên độ cao 700 – 1300 m. Phạm vi địa lý phân bổ chủ yếu ở Việt Nam (Lào Cai, Vĩnh Phúc, Hà Tây (cũ), Quảng Ninh, Tuyên Quang, Thanh Hóa, Nghệ An, Lâm Đồng) và miền Nam Trung Hoa (Quảng Đông, Quảng Tây, Vân Nam, Quý Châu, Hồ Nam).

## Ứng dụng
Ở Trung Quốc ghi nhận loài này có thể dùng trong y học, trồng làm cây cảnh ở nơi có điều kiện sinh thái phù hợp, lấy gỗ dùng trong xây dựng và đóng đồ nội thất.

## Tranh cãi xã hội
Một số tên bản địa và cả danh pháp khoa học đồng nghĩa của loài cây này có được nhắc đến trong các tranh cãi thu hút dư luận xã hội Việt Nam, đặc biệt trong vụ quyết định của Hà Nội về việc thay thế 6700 cây xanh.